# Lefors
Lefors – miasto w Stanach Zjednoczonych, w stanie Teksas, w hrabstwie Gray.